# دوران قواعد مشترک
دوران قواعد مشترک (انگلیسی: Common practice period) اصطلاحی است که برای توصیف دوره‌ای از تاریخ هنر موسیقی در غرب به کار می‌رود که در آن سیستم تونال به اوج رسید و نهایتاً افول کرد. اگر چه تاریخ شروع و پایان این دوران دقیق نیست اما بیشتر خصوصیات آن در اواخر دوران موسیقی باروک تا موسیقی دوره کلاسیک و موسیقی رمانتیک و امپرسیونیست دیده می‌شود، که معادل سال‌های ۱۶۵۰ تا ۱۹۰۰ میلادی است.
وجه مشخصهٔ موسیقی در این دوران هم یک سری الگوها و قواعد مشترک است و هم تحولاتی که در سبک‌های موسیقی رخ داد.  در این دوران برخی رسوم هنری رایج شدند که در دیگر دوران‌ها به کار نمی‌رفتند (نظیر فرم سونات). مهم‌ترین خصیصهٔ مشترک در تمام این دوران به کارگیری هارمونی در موسیقی به شکلی بود که نظریه‌پردازان موسیقی امروزی می‌توانند با استفاده از عددنویسی رومی آن را نمایش دهند.

## ویژگی‌های فنی

### هارمونی
به زبان هارمونیک رایج در این دوره، «تونالیته قواعد مشترک» یا «سیستم تونال» گفته می‌شود. در این سیستم تونال، هارمونی و کنترپوان با هم آمیخته می‌شوند. به بیان دیگر، خطوط مختلفی از ملودی به شکلی همزمان اجرا می‌شوند که با هم نوعی یگانگی هارمونیک پیدا می‌کنند. اگر چه اساس این روابط با کمک گام دیاتونیک و فواصل نت‌ها از نت پایه شکل می‌گیرد اما تغییرات کروماتیک هم در این سیستم تونال تا حد زیادی یافت می‌شوند.
برخی از الگوهای هارمونیک در تمام دوران قواعد مشترک و در آثار آهنگسازان بسیاری یافت می‌شوند. برای نمونه، هم یوهان سباستین باخ (آهنگساز سدهٔ ۱۷ و ۱۸ در سبک باروک) و هم ریشارد اشتراوس (آهنگساز سدهٔ ۱۹ و ۲۰ در سبک کلاسیک) قطعاتی دارند که با کمک الگوی آکورد (از چپ به راست I-II-V-I) قابل شناسایی هستند، اگر چه از نظر سبک و محتوا با هم تفاوت چشمگیری دارند. در واقع برخی از سنت‌های هارمونیک این دوران تبدیل به توالی‌های آکوردی شده‌اند که تا امروز توسط موسیقی‌دانان برای تحلیل و ساختن قطعات موسیقی به کار گرفته می‌شوند.
برخی از توالی‌های آکورد که در دوران قواعد مشترک به کار نمی‌رفته‌اند، پس از این دوران شکل گرفته‌اند. برای مثال گذر از آکورد درجهٔ پنجم (V) به درجهٔ چهارم (IV) در دوران قواعد مشترک مرسوم نبوده اما پس از آن در سبک‌هایی نظیر موسیقی بلوز (از چپ به راست با ترکیب V-IV-I-I) دیده می‌شود.

### ضرب‌آهنگ
ضرب‌آهنگ در موسیقی دوران قواعد مشترک ویژگی‌های بارزی دارد که عبارتند از:
- واضح بودن ضربه‌های ریتمیک در تمام سطوح، به شکلی که سریع‌ترین سطح ندرتاً شدید باشد
- متر مشخص دو یا سه ضربی، و معمولاً دو ضربی
- عدم تغییر متر موسیقی در داخل یک پاساژ یا کل یک قطعه
- هم‌گاه بودن گروه‌های ضربی در تمام سطوح (تمام ضربات در سطوح آهسته‌تر با ضربِ قوی در سطح سریع‌تر همزمان می‌شوند)
- تندای یکسان در تمام طول پاساژ یا قطعه
- انتخاب تندا و ضرب‌آهنگی به شکلی که بتوان تمام پاساژ یا قطعه را با یک کسر میزان نت‌نویسی کرد

## دیرند
دیرند قطعات موسیقی این دوران نیز چند مشخصهٔ بارز دارد، از جمله:
- وجود قسمت‌هایی با طول کوتاه یا متوسط، که به طور هماهنگی در کل قطعه شنیده می‌شوند؛ نت‌های بسیار طولانی (نظیر نت‌هایی که با پدال نواخته می‌شوند) یا بسیار کوتاه (نظیر تریل یا ترمولو یا سایر آرایه‌های موسیقی) استثنایی و نادر هستند.
- واحدهای ریتمیک با متر موسیقی و الگوی ضرب‌آهنگ آن هماهنگ هستند (اگر چه در برخی سبک‌ها الگوهای ضدضرب نیز شنیده می‌شود).

الگوهای زیروبمی و دیرند در ملودی موسیقی این دوره اهمیت بالایی دارند، در حالی که رنگ صدا در درجهٔ دوم اهمیت قرار دارد.